# Siberia Cup
El Siberia Cup fue un torneo profesional de tenis. Pertenece al ATP Challenger Series. Se juega desde el año 2012 sobre pistas duras bajo techo, en Tiumén, Rusia.

## Palmarés

### Individuales
| Año  | Campeón        | Finalista        | Resultado      |
| ---- | -------------- | ---------------- | -------------- |
| 2013 | Andrey Golubev | Andrey Kuznetsov | 6:4, 6:3       |
| 2012 | Evgeny Donskoy | Illya Marchenko  | 6–76, 6–3, 6–2 |

### Dobles
| Año  | Campeones                   | Finalistas                          | Resultado |
| ---- | --------------------------- | ----------------------------------- | --------- |
| 2013 | Sergey Betov Alexander Bury | Roman Jebavý Adrian Sikora          | 6:4, 6:2  |
| 2012 | Ivo Klec Andreas Siljeström | Konstantin Kravchuk Denys Molchanov | 6:3, 6:2  |